# Kayamba

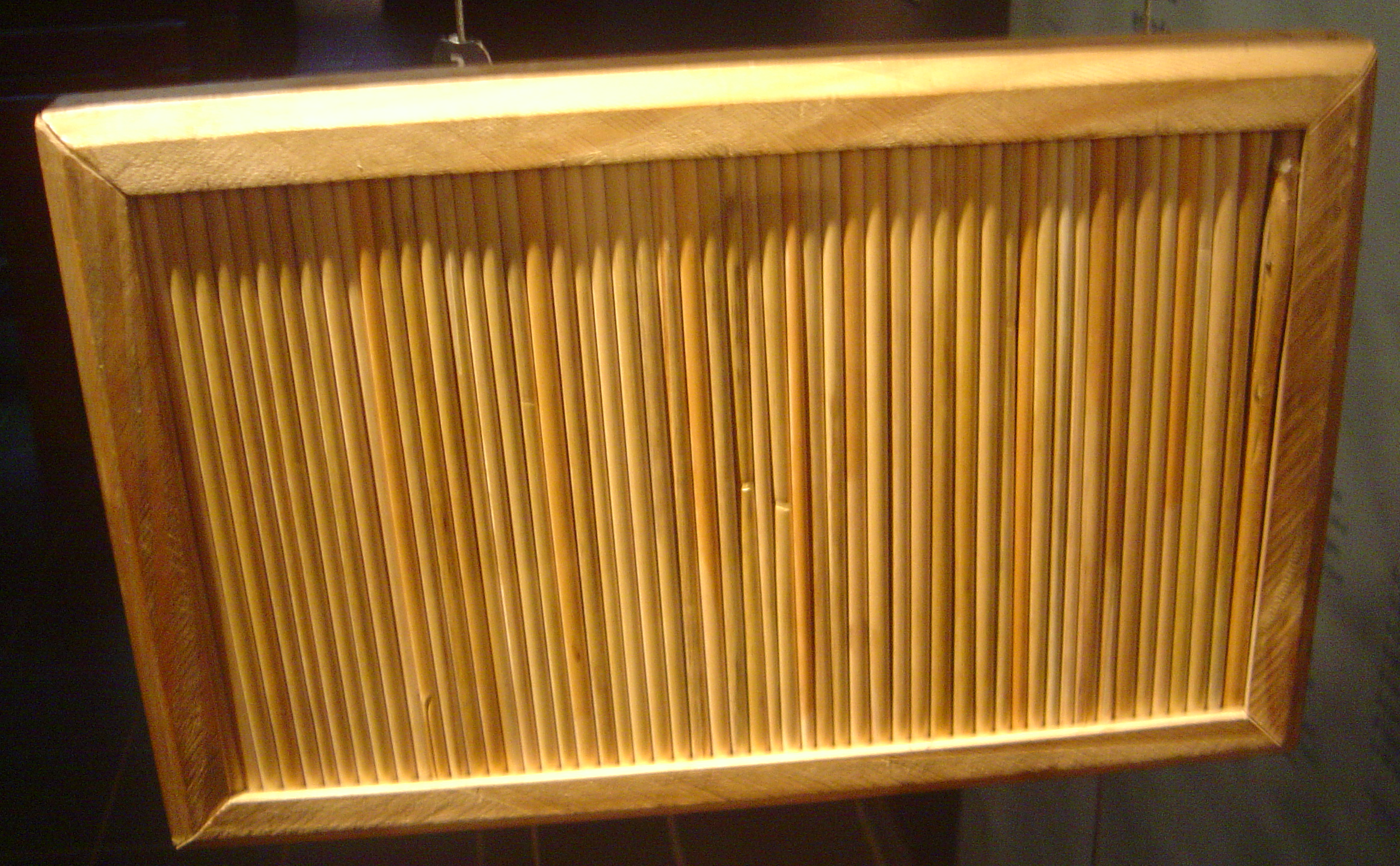
Caïamb aus Réunion

Kayamba, auch kiyamba, kayamb, caïambe, ist eine flache, rechteckige Rassel, die aus zwei Lagen Schilfrohrmatten mit dazwischen eingeschlossenen Körnern besteht. Sie wird in Kenia, Tansania, den im Indischen Ozean gelegenen Inseln Mauritius (maravanne) und Réunion (caïamb) sowie unter anderen Namen in Uganda und in einigen Ländern des südöstlichen Afrika zur Gesangs- und Tanzbegleitung verwendet. Instrumentenkundlich gehört die kayamba zu den Gefäßrasseln, nach ihrem Aussehen wird sie als Floßrassel bezeichnet.

## Verbreitung

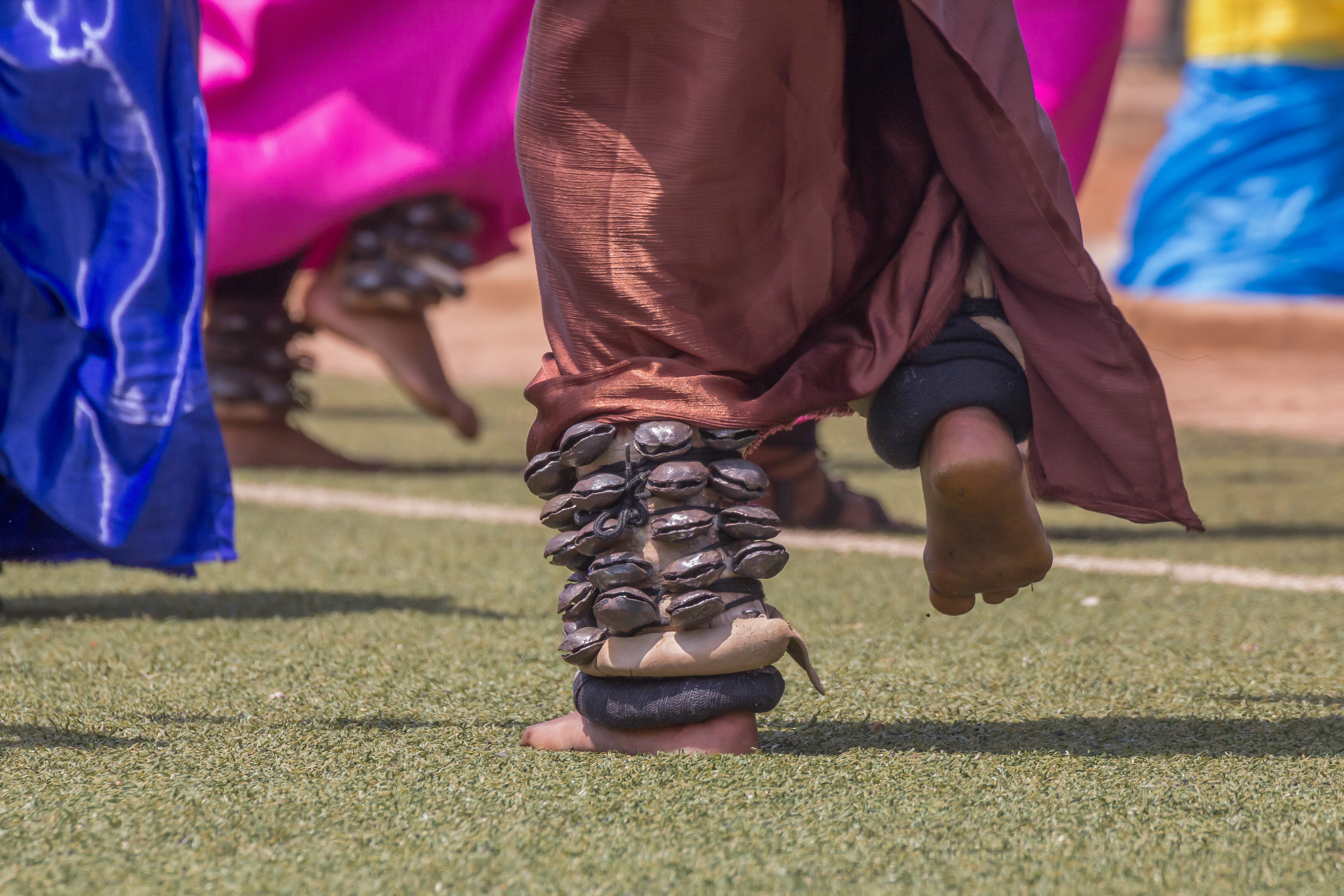
Schellen am Bein eines Tänzers beim ruandischen Kriegstanz intore.

Rasseln sind durch Schütteln angeregte Idiophone von beliebiger Form, bei denen kleine Rasselkörper gegeneinander und üblicherweise gegen den Körper schlagen, in dem sie eingeschlossen sind oder gegen den Rahmen, an dem sie befestigt sind. Sie gehören zu den ältesten Musikinstrumenten und bilden seit jeher als Hilfsmittel bei magischen Heilverfahren und bei sonstigen Ritualtänzen ein Bindeglied zur jenseitigen Welt. Rasseln aus eiförmigen Tongefäßen sind aus der prädynastischen Zeit im Alten Ägypten bekannt und aus der Spätzeit blieben Korbrasseln mit Handgriffen erhalten. Im spätantiken Ägypten wurden auch Rasseltrommeln als Kultinstrumente verwendet. In der westafrikanischen Musiktradition fehlen Korbrasseln.
Gefäßrasseln, von denen viele einen Handgriff besitzen, kommen in Afrika, Amerika und auf den Pazifischen Inseln vor. Die am weitesten verbreiteten Gefäßrasseln sind neben den kleinen Schellen die Kalebassenrasseln, die in Gegenden, in denen keine Kürbisse zur Herstellung von Kalebassen gedeihen, durch Tongefäße, Flechtkörbchen oder sonstige Materialien nachgeahmt werden. Kalebassenrasseln sind im subsaharanischen Afrika weit verbreitet. Typisch ist die enyimba (auch oburengo) der Ankole im Südwesten von Uganda, die aus einem Flaschenkürbis besteht, in dessen Hals nach dem Trocknen einige Steinchen gefüllt wurden. Zur Klangverstärkung ist das Gefäß mit kleinen Löchern perforiert.
Eine zu afrikanischen Musikkulturen gehörende Vorstellung ist, dass Musikinstrumente nur selten abstrakt „gespielt“ werden. Häufig wird die Tätigkeit des Musizierens auf einem Instrument mit einem Verb aus dem Wortumfeld „schlagen“ bezeichnet. Dies gilt selbst für Blasinstrumente, die in wörtlicher Übersetzung etwa im Kiswahili „geschlagen“ werden. In Uganda werden unter anderem die Naturhörner amakondere und der Kalebassen-Musikbogen egobore „geschlagen“ (okuteera). Für das Schütteln von manchen Gefäßrasseln wie der enyimba oder der an den Knöcheln umgebundenen Schelle amajugo gibt es in Uganda ein Verb, das „zum Sprechen bringen“ bedeutet. Speziell für den Einsatz der flachen Floßrassel rugaaniire verwenden die Ugander ein eigenes Wort, das mit „sieben“ und „worfeln“ zu übersetzen ist.

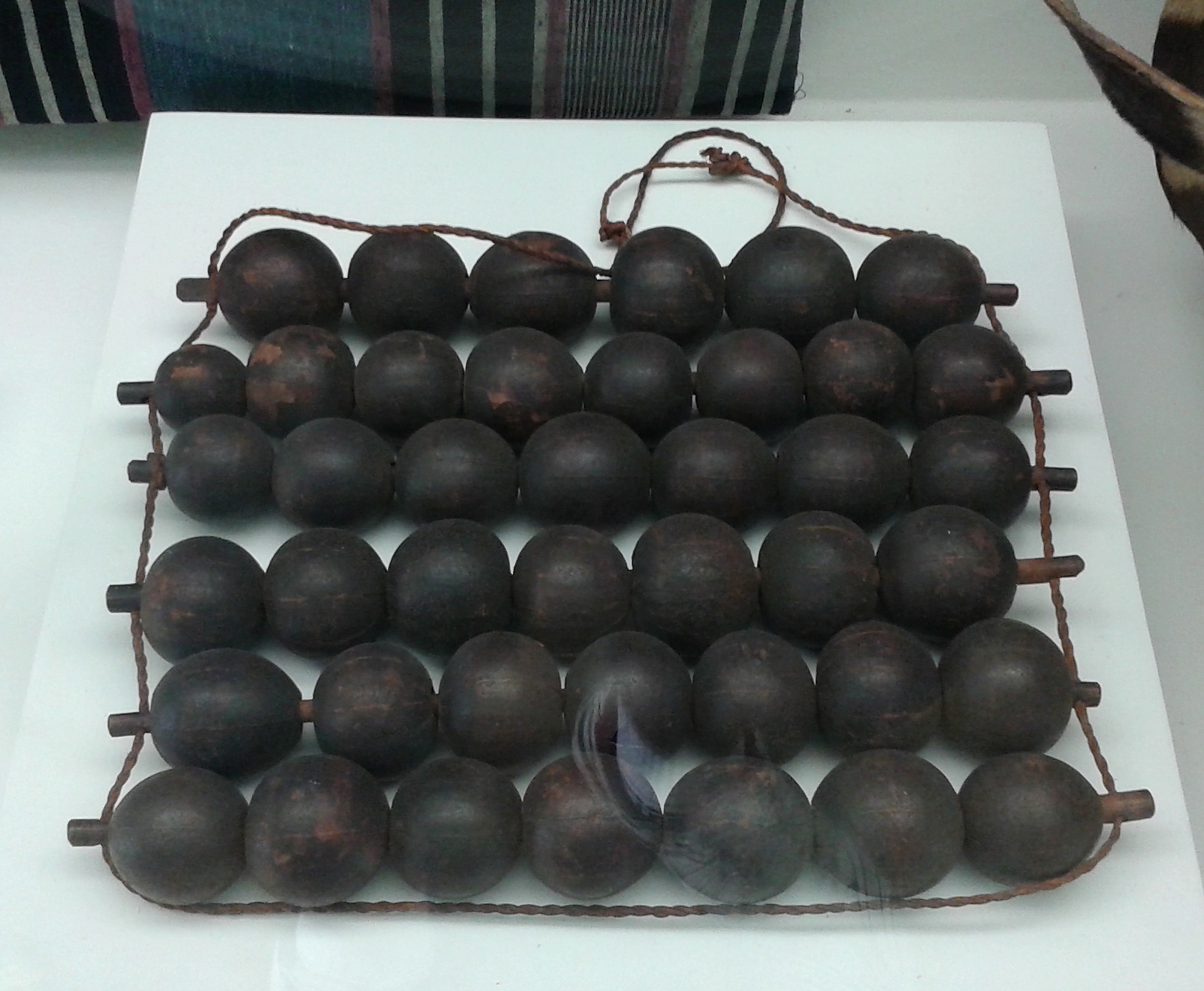
Am Bein getragene Stabrasseln mit Fruchtkapseln. Madagaskar, 19. Jahrhundert.

Im zentralen und südlichen Afrika binden sich Tänzer anstelle von Schellen auch geflochtene Kästchen, die mit Steinchen gefüllt sind, bei rituellen Anlässen an die Beine und produzieren damit einen Rhythmus oder ergänzen den Rhythmus der Trommeln. Früher wurden auch die Hartschalen kleiner Früchte als Rasseln an den Beinen verwendet. Nach einem Bericht von 1917 banden sich manche San in Südafrika beim Tanzen mit Steinchen gefüllte Ohren von Springböcken (Fußgelenkrassel keriten) und ansonsten die Fruchtschalen einer Wildbohnenart an die Beine. Die Zulu in Südafrika flechten aus Blattfasern einer Fächerpalmenart (Hyphaene ventricosa subsp. benguelensis, Zulu ilala) kleine Schachteln, die sie mit Steinchen füllen und zu mehreren Dutzend an einer Schnur gebündelt beim Tanzen an den Knöcheln tragen. Sie sind bei den Zulu als amafohlwane (Singular ifohlwane) und bei den Swazi als emafahlawane bekannt. Solche beim Tanz getragenen Fruchtschalen kommen mit vielen Variationen und Namen in Afrika vor. Die von Männern der Chewa in Nordmosambik beim Tanz an den Beinen festgebundenen Stabrasseln mahea bestehen beispielsweise aus den auf Stäben gesteckten Fruchtkapseln von Oncoba spinosa. Metallene Schellen, die Tänzer in Ostafrika an den Beinen tragen, heißen njuga, während unter msewe (Plural misewe) am Bein befestigte, mit Steinchen gefüllte Behältnisse aus Kokosfasern verstanden werden. Die aus einem festen Material oder aus Flechtwerk bestehenden Gefäße müssen stets so stabil sein, dass sie von den entsprechend ausgewählten Rasselkörpern aus leichten Samen oder schwereren Steinchen nicht durchstoßen werden. Die ostafrikanischen Floßrasseln aus Schilfrohr, die bei Tänzen in den Händen geschüttelt werden, sind eine spieltechnisch andere Art der ursprünglich primär rituell verwendeten Gefäßrasseln an den Beinen der Tänzer.
Äußerlich ähnlich mit der kayamba sind zentralafrikanische Floßzithern, die jedoch zu einer anderen Instrumentengruppe gehören. Floßzithern bestehen aus einem Bündel von Pflanzenrohren, die mit Schnüren in einer Ebene verbunden sind. Von jedem Rohr ist ein äußerer Streifen als idiochorde Saite abgespalten und durch an beiden Seiten untergeschobene Querhölzer auf einen parallelen Abstand zu den Rohren gebracht. Bei manchen Floßzithern sind zusätzlich Samen oder Steinchen in die Konstruktion integriert, die ein Rasselgeräusch hinzufügen, wenn die Saiten mit dem Finger gezupft werden.

## Bauform und Spielweise

### Kenia
Die an der gesamten kenianischen Küste zur Tanzbegleitung verwendete kayamba misst bis zu 40 Zentimeter in der Länge und 20 Zentimeter in der Breite. Sie besteht aus zwei Lagen Schilfrohrmatten mit Samen darin. An beiden Seiten ragt ein Stab heraus, an dem die Rassel mit beiden Händen zwischen Mittelfinger und Ringfinger gehalten werden kann. Ein solches Instrument erwähnt Graham Hyslop (1958) bei den zu den Mijikenda (Midzichenda) gehörenden Giriama. Der durch Schütteln erzeugte Rhythmus wird durch Schläge mit den Daumen auf einen mittigen Querstab aus Bambus oder einer Palmfaser ergänzt. Das verwendete Schilfrohr nennen die Mijikenda mitsuchi und die Fasern, mit denen die Rohre zusammengebunden werden, ngonge. Die eingefüllten Samen sind rote Bohnen mit schwarzen Punkten (meto) oder grüne Erbsen (pojo, podzo). An der südlichen Küste (im Kilifi County) begleitet die kayamba die Tänze chimungwe und chiringongo, an der nördlichen Küste den Tanz kifudu bei den Giriama und den Ritualtanz der Heiler makayamba bei den Digo, die ebenfalls zu den neun bantusprachigen, als Mijikenda bezeichneten Ethnien gezählt werden.
In den Tanzstilen sengenya und gonda der Mijikenda orientieren sich die Tänzer mit ihren Bewegungen am Rhythmus der Trommeln. Die Silbenrhythmik der Gesangsstimmen wird hauptsächlich von Trommeln und der kayamba wiederholt. Lieder und zahlreiche Musikinstrumente, zu denen die kayamba gehört, begleiten die Tänze. Die vor allem bei den Digo gepflegten sengenya-Tanzensembles bestehen typischerweise aus sechs unterschiedlich großen, hölzernen Trommeln, darunter vier zweifelligen Röhrentrommeln und zwei auf drei Füßen stehenden, einfelligen Trommeln (bumbumbu). Hinzu kommen als Melodieinstrumente die Querflöte chivoti mit sechs Fingerlöchern und die Kegeloboe nzumari (zomari, sprachverwandt mit mizmar und zummara) mit fünf Fingerlöchern. Den Takt gibt ein Edelstahlteller mit aufgebogenem Rand (patsu, upatsu oder ukaya) vor, der einem indischen thali ähnelt und nicht wie ein jemenitischer sahn mit den Händen, sondern mit zwei Palmblättern geschlagen wird.
Von den Mijikenda an der Küste bis zu den Luhya im äußersten Westen von Kenia sind ansonsten vor allem bei den Bantu-Gruppen und kaum bei den Niloten und Kuschiten Kalebassenrasseln (manyanga, Singular linyanga) verbreitet. Die Samburu und Turkana kennen folglich keine oder nur wenige Gefäßrasseln. Letztere verwenden kleine bananenförmige Blechrasseln (lautmalerisch kling klong) und einen Y-Stab mit an einer Schnur aufgezogenen Kronkorken als Imitation des in der äthiopischen Kirche gebräuchlichen tsanatsel (Sistrum). Kigamba (Plural ciigamba) oder githoguo heißen kleine Blechrasseln, die von Tänzern der Kikuyu an einem Bein getragen werden. Die Taita im Südosten von Kenia haben die Floßrassel kayamba der Mijikenda übernommen. Die Kisii (auch Gusii) in Westkenia bezeichnen laut John Varnum (1971) zur Begleitung der Schalenleier obokano an ein Bein gebundene, kleine Gefäßrasseln als kayamba. Die Rasseln markieren einen gleichförmigen Taktschlag und entsprechen den Schellen am Bein des litungu-Spielers in derselben Region.

### Uganda
Die Floßrassel rugaaniire im Südwesten Ruandas ist die ugandische Variante der kayamba. Sie besteht aus einer um drei Querhölzer (zwei an den Rändern, eins in der Mitte) gelegten und an den Enden verschnürten Schilfrohrmatte. Das fertige Instrument misst 25 bis 30 Zentimeter in der Länge und 10 bis 23 Zentimeter in der Breite. Die beiden so entstandenen Hohlräume sind mit Hanfsamen, getrockneten Bohnen oder sonstigen kleinen Dingen gefüllt. Die Ränder sind zwischen den Matten mit Streifen eines Bananenblatts oder mit Baumwollstoff ausgefüllt. Die rugaaniire wird von Frauen und Mädchen, seltener von Männern, und von allen Bevölkerungsgruppen der Region mit Ausnahme der Hema verwendet. Die Spielerin hält die Rassel mit beiden Händen seitlich und bewegt sie im Rhythmus auf und nieder, während sie zugleich mit beiden Daumen auf die Oberseite schlägt. Die Rassel wird stets zusammen mit anderen Perkussionsinstrumenten und Händeklatschen gespielt. Am Eduardsee, ebenfalls im Südwesten Ugandas, heißt diese Floßrassel in der Regionalsprache Lukonjo akayamba.
Die Toro im südwestugandischen Königreich Toro verwenden nach Beobachtungen aus den 1940er Jahren eine Floßrassel aus sechs Bambusröhrchen von rund 18 Zentimetern Länge, die mit durch Bohrlöcher an den Enden gezogenen Faserschnüren verbunden sind und beim Tanzen an den Füßen getragen werden. Die Röhren werden mit Samen oder Steinchen gefüllt und mit Stofffetzen geschlossen.
Eine moderne Version dieser Floßrassel besteht aus zwei Lagen Metallblech, die um einen rechteckigen, flachen Holzrahmen gebogen und angenagelt sind. Die Bleche werden mit zahlreichen, mit einem Nagel eingeschlagenen Löchern perforiert. Manchmal hat der Besitzer mit Lochreihen seinen Namen eingeschlagen. Die Bagisu im Osten Ugandas nennen eine solche flache Blechrassel isaasi und verwenden sie zusammen mit ans Bein gebundenen Glöckchen (bitsetse oder bizeze), welche den Hauptschlag markieren, zur rhythmischen Begleitung von drei Melodieinstrumenten: der ein- bis zweisaitigen Röhrenspießgeige siilili (entspricht der endingidi), der siebensaitigen Leier litungu und der fingerlochlosen Querflöte ludaya.

### Tansania
Das Zentrum des Landes gilt als die vielfältigste musikalische Stilregion Tansanias. Bei zahlreichen, meist der Unterhaltung dienenden Gelegenheiten oder bei Zeremonien treten die Tänzer in Gruppen auf und agieren häufig zugleich als Musiker, wenn sie, während sie sich bewegen, eine kayamba in ihren Händen schütteln. Ein altes Begleitinstrument bei Tänzen, das Männer der Wagogo in der zentraltansanischen Region Dodoma spielen, ist die Fiedel zeze. Die großen Sanduhrtrommeln werden im ngoma-Tanz der Wagogo dagegen ausschließlich von Frauen geschlagen, die sie zwischen den Beinen halten, während sie die Oberkörper bewegen und singen. Männer begleiten die Frauentänze mit ein oder zwei kayamba. Diese ngoma-Tänze werden bei Feiern anlässlich der ersten Menstruation eines Mädchens, bei Jungenbeschneidungen und Hochzeiten aufgeführt.

### Malawi
Außermusikalische kulturelle Faktoren bewirken, dass afrikanische Musikstile in unterschiedlichem Maß von äußeren Einflüssen verändert werden. Zur neotraditionellen Musik gehören sowohl die Übernahmen afrikanischer Spieltechniken auf von Europäern eingeführten Musikinstrumenten, als auch die Aneignung fremder musikalischer und sonstiger kultureller Ausdrucksformen für afrikanische Instrumente und Situationen. Im Norden von Malawi entstand vermutlich kurz nach dem Zweiten Weltkrieg der visekese-Frauentanz, der von den in der britischen Kolonialzeit eingeführten und zwischenzeitlich bei afrikanischen zeremoniellen Anlässen organisierten Militärparaden abgeleitet ist. Die Herkunft des visekese-Musikstils von der europäischen Militärmusik ist in seiner Aufführungsweise kaum erkennbar, lediglich der Rhythmus ahmt bei genauem Zuhören das Schlagen von Becken nach. Aus dem 2/4-Marschrhythmus ist ein Shufflerhythmus geworden, der mit einer Floßrassel produziert wird. Die Floßrassel entspricht der kenianisch-tansanischen kayamba und war in Nordmalawi wahrscheinlich bereits vor dem Aufkommen des visekese vorhanden. Ein typisches, mittelgroßes Exemplar ist ungefähr 35 Zentimeter lang, 25 Zentimeter breit und 1,5 Zentimeter dick, besteht aus Schilfrohr und ist mit roten Körnern von einem bestimmten Strauch gefüllt.
Bei einer Aufnahme von 1962 beginnen die Tänzerinnen die Aufführung mit einem militärisch gerufenen „one – two!“ Zwei Frauen singen im Duett und weitere Frauen bilden einen Chor. Die Musikerinnen mit den Floßrasseln sitzen im Kreis oder Halbkreis auf dem Boden um die Tänzerinnen in der Mitte. Sie halten die Floßrasseln waagrecht mit beiden Händen am Rand, schütteln sie seitwärts und schlagen zusätzlich abwechselnd mit dem linken und rechten Daumen auf die Oberseite der Rassel. Entsprechend den Darstellern der, wie es heißt, von militärischem Drill beeinflussten malipenga-Männertanzgruppen in Nordmalawi, bei denen mehrere Kalebassen-Mirlitone (malipenga, Singular lipenga) Militärtrompeten nachahmen, werden die visekese-Ensembles boma genannt. Die den Tanzstil prägenden Floßrasseln heißen ebenso visekese (Singular chisekese).

### Mauritius

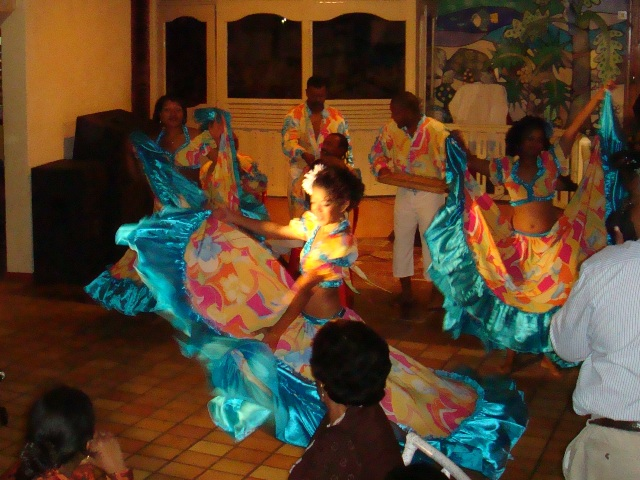
Sega-Tänzerinnen, Mitte hinten eine maravanne.

Die Gesangs- und Tanztradition Sega auf Mauritius entstand unter schwarzafrikanischen Sklaven und ist zu einer Nationalkultur der Insel geworden. Der Ursprung des Sega liegt in der niederländischen Kolonialzeit. Wenige Jahre nach Anlage der ersten Siedlung 1638 auf der zuvor menschenleeren Insel führten die Niederländer die ersten Sklaven aus Madagaskar zur Arbeit auf den Pflanzungen ein. Viele Sklaven flohen ins Landesinnere und gründeten eigene „Schattenkolonien“. Unter den dort lebenden Sklaven, die von den Europäern Maroons genannt wurden, entstanden die ersten Formen des Sega. Heute ist Sega auch auf Réunion, den Komoren, auf anderen Inseln des Indischen Ozeans und seit Ende der 1970er Jahre mancherorts an der ostafrikanischen Küste bekannt. Zum traditionellen Sega, das aus improvisierten Liedern und Tänzen mit perkussiver Begleitung besteht, sind von westlichen Popmusikstilen beeinflusste moderne Formen hinzugekommen.
Für die rhythmische Begleitung der Tänze sorgen in der Grundbesetzung drei Musiker, die eine große Rahmentrommel ravanne (ravann, ravane) mit einem aufgeklebten oder aufgenagelten Ziegenfell, eine der afrikanischen kayamba entsprechende Floßrassel maravanne (maravane, maravan) und ein Triangel (triang) spielen. Die maravanne besteht aus zwei dünnen Zuckerrohrmatten in einem stabilen, rechteckigen Holzrahmen. Durch ein rundes Loch in einem Brettchen in der Mitte der Unterseite, das mit einer Holzscheibe verschließbar ist, werden die Rasselkörper (Bohnen oder Reis) eingefüllt.
Die ravanne gibt das Tempo und den Rhythmus vor, der von der maravanne weiter unterteilt wird, während der Triangel auf den unbetonten Zählzeiten erklingt. Bei manchen Aufführungen werden bis zu sechs Rahmentrommeln eingesetzt, die eine komplexe Spieltechnik erfordern. Die Floßrassel ist wesentlich einfacher zu spielen und produziert lediglich ein hartes Stoßgeräusch bei einer schräg nach unten gerichteten Bewegung und ein weicheres Geräusch bei waagrechten Pendelbewegungen. Im Unterschied zu ravanne-Spielern, die manchmal auch singen, beschränken sich die eher jüngeren maravanne- und Triangel-Spieler auf ihr Instrument. Steht keine maravanne zur Verfügung, kann bei Amateuraufführungen ersatzweise ein halb mit Sand gefülltes Plastikgefäß verwendet werden und der Triangel ist durch einen Löffel und eine Glasflasche ersetzbar. Der im 19. Jahrhundert beschriebene Kalebassen-Musikbogen bobre, dessen Saite mit einem Stab geschlagen wird, gehört heute nicht mehr zum Sega-Ensemble. Der bobre spielte denselben perkussiven Part wie der Triangel.
In modernen Sega-Formen kommen unterschiedliche Kombinationen von westlichen und afrikanischen Instrumenten zum Einsatz. In der für ausländische Touristen in den Resorts aufgeführten Variante hôtel séga sind es ausschließlich westliche Instrumente; beispielsweise produziert ein Keyboard Melodie und Rhythmus, während die Tänzer anstelle der maravanne Maracas und Eggshaker in den Händen halten. Die 1969 gegründete, linksgerichtete Partei Mouvement Militant Mauricien (MMM) führte politische Lieder, séga engagé, zur Übermittlung von Botschaften an die Bevölkerung ein. Weil der Inhalt der Lieder im Vordergrund steht, werden sie ohne Tänze gesungen. Mit den Liedern wurde eine neue Instrumentalbesetzung eingeführt, die sich aus den traditionellen Sega-Instrumenten (ravanne, maravanne und Triangel), Instrumenten der indischen Musik (sitar, tabla und Harmonium) sowie aus westlichen Musikinstrumente (Violine, Gitarre und Schlagzeug) zusammensetzt.

### Réunion

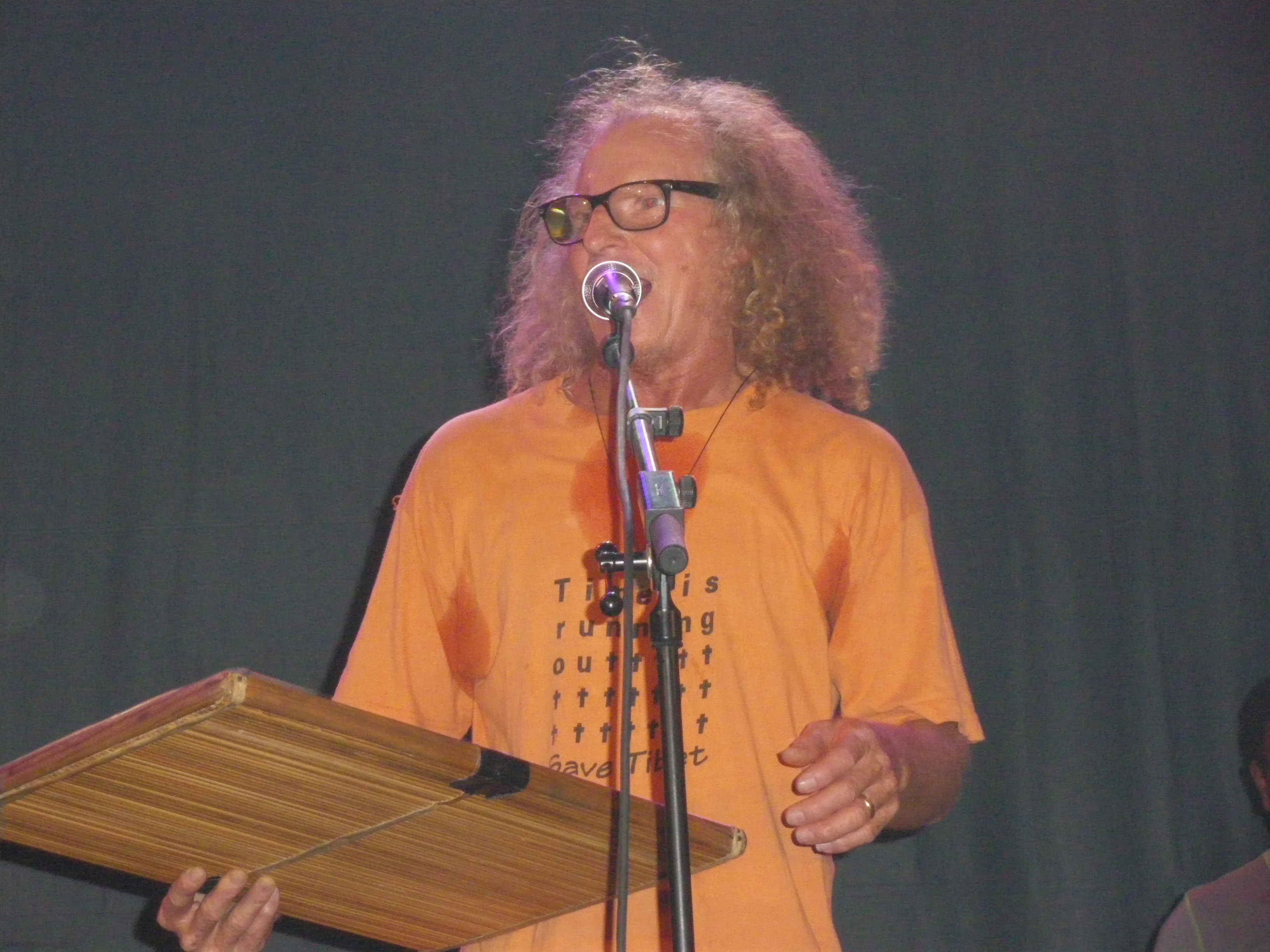
Danyèl Waro mit einer caïamb.

Sega-Ensembles von Mauritius treten wie einheimische Gruppen auch auf der Nachbarinsel Réunion auf, wo Sega ebenso der populärste Tanzmusikstil ist. Die Rahmentrommel heißt wie auf Mauritius ravanne, die Floßrassel aus mit Erbsen gefüllten Zuckerrohrmatten ist als caïamb, kayanm, kayamn, kayamb oder caïambe bekannt. Weitere traditionelle Instrumente sind die große, einseitig mit Kuhhaut bespannte Zylindertrommel oulé (rouleur, ouleur) und ein Triangel. Die früher als Melodieinstrument verwendete Violine wurde zunächst durch die Mandoline und dann durch das Banjo ersetzt. Gelegentlich kommen Gitarre und Akkordeon hinzu. Heute werden beim Sega, so wie er in Touristenhotels aufgeführt wird, überwiegend gängige Akkorde auf der Gitarre zur Begleitung von seichten Liedtexten gespielt. Der Rhythmus besteht aus gegeneinandergestellten binären und ternären Takten.
Mit dem Maloya besitzt Réunion einen vom traditionellen Sega abgeleiteten, eigenen Tanzmusikstil, der wie auf Mauritius in der Gesellschaft verwurzelt ist und für politische Zwecke instrumentalisiert wird. Der abwechselnd zwei- und dreitaktige Rhythmus ist auch für den Maloya charakteristisch. Die Rhythmusgruppe besteht im Kern wieder aus Zylindertrommel, Floßrassel und Triangel, gelegentlich ergänzt um den Kalebassen-Musikbogen bobre. Dieser früher teilweise bei Ritualen verwendete Maloya-Stil wird heute in veränderter Form auf öffentlichen Bühnen und in Nachtclubs aufgeführt. Ende der 1960er Jahre kamen Lieder mit politischen Inhalten hinzu. Eine stärker modernisierte Form mit westlichen Instrumenten wird maloya moden („Maloya modern“) genannt.
Der bekannteste heutige Maloya-Sänger ist Danyèl Waro (* 1955), der energisch die Floßrassel schüttelt. Er verkörpert die kulturelle, Identität stiftende Tradition des Maloya.